# Paul Levasseur
Paul Levasseur, né le 15 avril 1912 à Mont-Joli et mort le 3 décembre 1993 à Alma, est un homme politique québécois.